# Xã Fannie, Quận Montgomery, Arkansas
Xã Fannie (tiếng Anh: Fannie Township) là một xã thuộc quận Montgomery, tiểu bang Arkansas, Hoa Kỳ. Năm 2010, dân số của xã này là 243 người.